# Sanna Marin
Sanna Mirella Marin (Hèlsinki, 16 de novembre de 1985) és una política finlandesa, que va exercir de primera ministra de Finlàndia des de desembre del 2019 fins al 6 d'abril del 2023, moment en què va dimitir un cop el seu partit va quedar tercer en les eleccions legislatives, mantenint-se en funcions fins a la formació del nou govern. Militant del Partit Socialdemòcrata de Finlàndia, forma part com diputada del Parlament de Finlàndia des de 2015 i va ocupar el càrrec de ministra de Transport i Comunicacions entre el juny i el desembre de 2019. El setembre de 2023 va celebrar un congrés per deixar les regnes del seu partit a Antti Lindtman.
Després que Antti Rinne deixés el càrrec de primer ministre de Finlàndia, els socialdemòcrates la van seleccionar el 8 de desembre de 2019 com a candidata a rellevar-lo. Dos dies més tard, amb trenta-quatre anys, va esdevenir la persona més jove del món que ha estat primera ministra d'un país (per davant de l'ucraïnès Oleksiy Honcharuk, de trenta-cinc anys, i de la neozelandesa Jacinda Ardern, de trenta-nou), així com la persona més jove que ha exercit mai el càrrec de primera ministra de Finlàndia.

## Trajectòria
Nascuda a Hèlsinki, va viure a Espoo i a Pirkkala abans de traslladar-se a Tampere. Els seus pares es van separar quan era molt jove; la família es va veure obligada a enfrontar-se a problemes econòmics mentre que el seu pare, Lauri Marin, patia d'alcoholisme. Després que els seus pares biològics se separessin, va ser criada per la seva mare i la dona amb qui formava parella.
L'any 2012 es va graduar en Ciències Administratives a la Universitat de Tampere. Aquell mateix any fou escollida regidora a l'Ajuntament de Tampere. Va presidir el Consell Municipal de Tampere entre 2013 i 2017. En acabat, l'any 2017 fou reelegida regidora a l'Ajuntament. També va ser membre de l'Assemblea del Consell de la Regió de Tampere.
L'any 2014 va ser elegida vicepresidenta del Partit Socialdemòcrata de Finlàndia. L'any 2015 va guanyar l'escó del districte electoral de la Regió de Tampere i va ser diputada al Parlament de Finlàndia. Quatre anys més tard, va ser reelegida diputada. El 6 de juny de 2019 va ser nomenada ministra de Transport i Comunicacions de Finlàndia i sis mesos després primera ministra de Finlàndia.
El 2 d'abril de 2023, Marin va reconèixer la derrota davant dels seus rivals de centredreta, la Coalició Nacional (PCN), liderada per Petteri Orpo, ja que el seu partit va quedar tercer a les eleccions parlamentàries finlandeses de 2023, darrere també del nacionalista Partit dels Finlandesos, liderats per Riikka Purra. Tot i que el seu partit va caure al tercer lloc, encara va pujar en tres escons a les eleccions i va augmentar el seu percentatge de vot global. Marin va ser reelegida amb una xifra rècord de 35.623 vots pel districte de Pirkanmaa. El 5 d'abril, Marín va anunciar que renunciaria com a líder del Partit Socialdemòcrata en el següent congrés del partit.

## Vida personal
Marin és filla d'una família homoparental formada per dues dones. Té una filla amb Markus Räikkönen, de qui es va divorciar el maig del 2023 després de dinou anys de relació de parella. Havien contret matrimoni l'agost del 2020.